# Dyskografia Dolores O’Riordan
Dyskografia irlandzkiej piosenkarki Dolores O’Riordan składa się z dwóch albumów studyjnych, sześciu singli (w tym jednego z gościnnym udziałem, nagranego na cele charytatywne wraz z innymi wykonawcami), jednego wydawnictwa specjalnego oraz czterech teledysków.
W 2004 O’Riordan wydała debiutancki singel „Pure Love”, który nagrała w duecie z Zucchero, który zamieścił utwór na kompilacyjnym albumie pt. Zu & Co.
Debiutancki album piosenkarki pt. Are You Listening? został wydany w 2007 nakładem wytwórni płytowej Sanctuary Records. Wydawnictwo dotarło do 18. miejsca na liście sprzedaży w Polsce, 77. w Stanach Zjednoczonych, 2. we Włoszech, 28. w Wielkiej Brytanii, 11. we Francji, 15. w Irlandii, 39. w Niemczech, 82. w Holandii, 40. w Szwecji, 10. w Szwajcarii, 26. w Hiszpanii, 60. w Meksyku, 21. w belgijskiej Walonii oraz 38. w belgijskiej Flandrii. Jeden z singli z płyty, „Ordinary Day”, zajął 2. miejsce na liście sprzedaży Federazione Industria Musicale Italiana we Włoszech oraz 50. pozycję w zestawieniu Singles Chart w Irlandii. Na drugi singel wydawnictwa wybrano utwór „When We Were Young”.
W 2009 piosenkarka wydała drugi album studyjny pt. No Baggage, który dotarł do 30. pozycji na liście sprzedaży albumów we Francji, 6. we Włoszech, 80. w Irlandii, 77. w Niemczech, 25. w Szwajcarii, 48. w Hiszpanii, 37. w belgijskiej Walonii oraz 75. w belgijskiej Flandrii. Wydawnictwo uzyskało srebrną płytę od Niezależnego Stowarzyszenia Wydawców Muzycznych i Oznaczeń za sprzedaż ponad 30 000 egzemplarzy na terenie Europy. Album No Baggage promowany był przez single: „The Journey” i „Switch Off the Moment”.

## Albumy

### Albumy studyjne
| Rok                         | Dane dot. albumu                                                                                                 | Pozycje na listach przebojów | Pozycje na listach przebojów | Pozycje na listach przebojów | Pozycje na listach przebojów | Pozycje na listach przebojów | Pozycje na listach przebojów | Pozycje na listach przebojów | Pozycje na listach przebojów | Pozycje na listach przebojów | Pozycje na listach przebojów | Pozycje na listach przebojów | Pozycje na listach przebojów | Pozycje na listach przebojów | Pozycje na listach przebojów | Certyfikat              | Sprzedaż          |
| Rok                         | Dane dot. albumu                                                                                                 | POL                          | USA                          | ITA                          | GBR                          | IRL                          | FRA                          | DEU                          | NLD                          | SWE                          | CHE                          | BEL (WAL)                    | BEL (FLA)                    | ESP                          | MEX                          | Certyfikat              | Sprzedaż          |
| --------------------------- | --- | ---------------------------- | ---------------------------- | ---------------------------- | ---------------------------- | ---------------------------- | ---------------------------- | ---------------------------- | ---------------------------- | ---------------------------- | ---------------------------- | ---------------------------- | ---------------------------- | ---------------------------- | ---------------------------- | ----------------------- | ----------------- |
| 2007                        | Are You Listening? - Wydany: 4 maja 2007 - Wytwórnia: Sanctuary Records - Format: CD, digital download           | 18                           | 77                           | 2                            | 28                           | 15                           | 11                           | 39                           | 82                           | 40                           | 10                           | 21                           | 38                           | 26                           | 60                           |                         |                   |
| 2009                        | No Baggage - Wydany: 21 sierpnia 2009 - Wytwórnia: Cooking Vinyl, Rounder Records - Format: CD, digital download | –                            | –                            | 6                            | –                            | 80                           | 30                           | 77                           | –                            | –                            | 25                           | 31                           | 75                           | 48                           | –                            | - IMPALA: srebrna płyta | - IMPALA: 30 000+ |
| „–” album nie był notowany. | |                              |                              |                              |                              |                              |                              |                              |                              |                              |                              |                              |                              |                              |                              |                         |                   |

### Wydawnictwa specjalne
| Rok | Dane dot. albumu | Uwagi |
| --- | --- | --- |
| 2009 | \| No Baggage (A Radio Special) \| \| --------------------------------------------------------------------------------------------------------------------------------------------------------------------------------------------------------------------------------------------------------------------------------------------------------------------------------------------------------------------------------------------------------------------------------------------------------------------------- \| \| 1. „Radio Special Part One” 2. „Radio Special Part Two” 3. „Dolores Discusses the Meaning of the No Baggage Album Title” 4. „Dolores Describes Her Need to Write Songs” 5. „Dolores Explains the Meaning Behind The Journey” 6. „Dolores Reflects on How Parenting Has Influenced Her Music” 7. „Dolores Talks About the Creative Process Working Alongside Dan Brodbeck” 8. „Dolores Compares Acting as Her Own Producer and Working with Others while in The Cranberries” \| - Wydany: 2009 - Wytwórnia: Zoë Records - Format: CD, promo | - Wydanie zawiera wywiad z Dolores O’Riordan przeplatany piosenkami z albumu No Baggage. - Za produkcję wydawnictwa odpowiadał Brad Paul. |
| No Baggage (A Radio Special) | | |
| 1. „Radio Special Part One” 2. „Radio Special Part Two” 3. „Dolores Discusses the Meaning of the No Baggage Album Title” 4. „Dolores Describes Her Need to Write Songs” 5. „Dolores Explains the Meaning Behind The Journey” 6. „Dolores Reflects on How Parenting Has Influenced Her Music” 7. „Dolores Talks About the Creative Process Working Alongside Dan Brodbeck” 8. „Dolores Compares Acting as Her Own Producer and Working with Others while in The Cranberries” | | |

## Single
| Rok                          | Tytuł                    | Najwyższe pozycje na listach | Najwyższe pozycje na listach | Album              |
| Rok                          | Tytuł                    | ITA                          | IRL                          | Album              |
| ---------------------------- | ------------------------ | ---------------------------- | ---------------------------- | ------------------ |
| 2004                         | „Pure Love” (z Zucchero) | –                            | –                            | Zu & Co.           |
| 2007                         | „Ordinary Day”           | 2                            | 50                           | Are You Listening? |
| 2007                         | „When We Were Young”     | –                            | –                            | Are You Listening? |
| 2009                         | „The Journey”            | –                            | –                            | No Baggage         |
| 2009                         | „Switch Off the Moment”  | –                            | –                            | No Baggage         |
| „–” singel nie był notowany. |                          |                              |                              |                    |

### Z gościnnym udziałem
| Rok  | Singel                                                          | Źródło |
| ---- | --------------------------------------------------------------- | ------ |
| 1999 | „It’s Only Rock ’n Roll” (singel charytatywny różnych artystów) | [ 23 ] |

## Współpraca muzyczna
Poniższa lista przedstawia utwory powstałe przy współpracy z Dolores O’Riordan, które nie zostały wydane na żadnym albumie studyjnym lub singlu wokalistki.
| Rok  | Utwór                       | Artysta                                   | Album                      | Uwagi                    |
| ---- | --------------------------- | ----------------------------------------- | -------------------------- | ------------------------ |
| 1992 | „Soon Is Never Soon Enough” | Moose                                     | XYZ                        | featuring                |
| 1993 | „Carousel”                  | Touch of Oliver                           | Touch of Oliver            | featuring                |
| 1994 | „The Sun Does Rise”         | Jah Wobble’s Invaders of the Heart        | Take Me to God             | śpiew                    |
| 1996 | „Ave Maria”                 | Luciano Pavarotti                         | For the Children of Bosnia | duet                     |
| 1996 | „Nessun dorma”              | Luciano Pavarotti                         | For the Children of Bosnia | śpiew z innymi artystami |
| 2003 | „Mirror Lover”              | Jam & Spoon                               | Tripomatic Fairytales 3003 | śpiew                    |
| 2006 | „The Butterfly”             | Angelo Badalamenti                        | For the Record             | śpiew                    |
| 2007 | „Senza fiato”               | Negramaro                                 | La finestra                | duet                     |
| 2008 | „Cryopian D”                | Sandro, John Malkovich, Eric Alexandrakis | Like a Puppet Show         | śpiew                    |

## Ścieżki dźwiękowe
| Rok  | Utwór                              | Film               | Źródło |
| ---- | ---------------------------------- | ------------------ | ------ |
| 1997 | „God Be with You”                  | Zdrada             | [ 31 ] |
| 2004 | „Angels Go to Heaven”              | Evilenko           | [ 24 ] |
| 2004 | „The Woodstrip/There’s No Way Out” | Evilenko           | [ 24 ] |
| 2004 | „Ave Maria”                        | Pasja              | [ 24 ] |
| 2007 | „Senza fiato”                      | Cemento armato     | [ 24 ] |
| 2008 | „Centipede Sisters”                | Roll Play 2        | [ 24 ] |
| 2017 | „Angela’s Song”                    | Angela’s Christmas | [ 24 ] |

## Teledyski
| Rok  | Singel                   | Źródło |
| ---- | ------------------------ | ------ |
| 1999 | „It’s Only Rock ’n Roll” | [ 23 ] |
| 2007 | „Ordinary Day”           | [ 32 ] |
| 2007 | „When We Were Young”     | [ 32 ] |
| 2009 | „The Journey”            | [ 32 ] |